# Kanton Eymet
Kanton Eymet (francouzsky Canton d'Eymet) je francouzský kanton v departementu Dordogne v regionu Akvitánie. Tvoří ho 11 obcí.

## Obce kantonu
- Eymet
- Fonroque
- Razac-d'Eymet
- Sadillac
- Saint-Aubin-de-Cadelech
- Saint-Capraise-d'Eymet
- Sainte-Eulalie-d'Eymet
- Sainte-Innocence
- Saint-Julien-d'Eymet
- Serres-et-Montguyard
- Singleyrac